# Carrhotus singularis
Carrhotus singularis är en spindelart som beskrevs av Simon 1902. Carrhotus singularis ingår i släktet Carrhotus och familjen hoppspindlar. Inga underarter finns listade.